# عالم مارفل السينمائي
عالم مارفل السينمائي (بالإنجليزية: Marvel Cinematic Universe) هي سلسلة أفلام ومسلسلات تقع في عالم خيالي مشترك، تتركز على سلسة أفلام أبطال خارقين، يتم إنتاجها بشكل مستقل من قبل استوديوهات مارفل، مأخوذة من الشخصيات التي تظهر في مطبوعات مارفل كومكس. السلسلة قد توسعت لتشمل كتب مصورة، وأفلام قصيرة، ومسلسلات تلفزيونية. العالم المشترك مثل عالم مارفل في القصص المصورة يضم قصص وشخصيات وخلفيات مشتركة.
شخصية فيل كولسون التي قام بدوره الممثل كلارك جريج هي الشخصية الأكثر ظهورا في هذا العالم.
أول فيلم في عالم مارفل السينمائي كان آيرون مان (2008)، الذي بدأ المرحلة الأولى من الأفلام، واختتمت في المنتقمون (2012). المرحلة الثانية بدأت مع آيرون مان 3 (2013)، وانتهت مع الرجل النملة (2015). المرحلة الثالثة بدأت مع كابتن أمريكا: الحرب الأهلية وانتهت مع فيلم الرجل العنكبوت: بعيد عن الديار. الأفلام حاليا في المرحلة الرابعة بدأت مع الأرملة السوداء (2021) الي ذا مارفيلز (2023) . ومن المنتظر ان يتوسع العالم السينمائي في المرحلة الرابعة بعد انتهاء صفقة شراء فوكس من قناة ديزني بدأ عالم مارفل بالتوسع أكثر، أولا في شبكة تلفزيون مع عملاء شيلد على شبكة أيه بي سي في موسم 2013–2014، بعد ذلك من خلال البث الحي مع ديرديفيل على نتفليكس في 2015 والهاربون على هولو في 2017، وبعد ذلك التلفزيون الكبلي مع عباءة وخنجر على فري فورم في 2018. تم إنتاج البومات غنائية لجميع الأفلام ومعظم المسلسلات، وأيضا بعض ألبومات المنوعات التي تحتوي على قطع موسيقية موجودة في الأفلام. عالم مرفل يحتوي أيضا على مجموعة من القصص المصورة من إنتاج مارفل كومكس. وأنتجت ستديوهات مارفل مجموعة من الأفلام القصيرة التي بدأت بالصدور مباشرة إلى فيديو منذ 2011.
لقد كان العالم السينمائي ناجحًا تجاريًا ككون مشترك، على الرغم من أن بعض النقاد وجدوا أن بعض أفلامه ومسلسلاته التلفزيونية عانوا في خدمة الكون الأوسع. وقد ألهمت شركات إنتاج سينمائي أخرى لديها حقوق شخصيات قصص مصورة على محاولة إنشاء عوالم مشتركة مشابه لها.السلسلة برمتها تصنف كأعلى سلسلة أفلام دخلاً على الإطلاق.

## التطوير
بحلول عام 2005، بدأت مارفل إنترتينمنت في التخطيط لإنتاج أفلامها الخاصة وتوزيعها بشكل مستقل من خلال Paramount Pictures. في السابق، شارك مارفل في إنتاج عدة أفلام للأبطال الخارقين مع كولومبيا بيكتشرز ونيو لاين سينما وغيرها، بما في ذلك صفقة تطوير مدتها سبع سنوات مع شركة فوكس للقرن العشرين. حققت مارفل ربحًا قليلًا نسبيًا من صفقات الترخيص مع الاستوديوهات الأخرى وأرادت الحصول على المزيد من الأموال من أفلامها مع الحفاظ على السيطرة الفنية على المشاريع والتوزيع. كان آفي أراد، رئيس قسم الأفلام في مارفل، مسروراً بأفلام سام ريمي سبايدر مان في شركة سوني، لكنه كان أقل سعادة تجاه الآخرين. نتيجة لذلك، قرروا تشكيل استوديهات مارفل، أول استوديو سينمائي مستقل في هوليوود منذ دريم ووركس.
أدرك كيفن فيج أنه على عكس سبايدر مان واكس مان، اللذين تم ترخيص حقوق أفلامهما لشركة سوني وفوكس، على التوالي، ما زالت مارفل مملوكة لحقوق الأعضاء الأساسيين في المنتقمون.
كان يتصور «فانبوي»، بأن يصنع كونًا مشتركًا تمامًا كما فعل المبدعون ستان لي وجاك كيربي مع كتبهما المصورة في أوائل الستينيات. لزيادة رأس المال، كانت خطة مارفل هي إطلاق أفلام فردية لشخصياتها الرئيسية ثم دمجها في فيلم المنتقمون،
ساعد كيفن فيجي في تكوين عالم إعلامي مشترك لشخصيات مارفل.
في عام 2007، في عمر 33 عامًا، تم تعيين كيفن فيجي رئيسًا للاستوديو. من أجل الحفاظ على سلامتها الفنية، شكلت مارفل ستوديوز لجنة إبداعية مؤلفة من ستة أشخاص على دراية بقاعدة الكتاب الهزلي: كيفن فيجي، الرئيس، ورئيس مارفل كوميكس للنشر دان باكلي، الكاتب برايان مايكل بينديس، ورئيس مارفل للترفيه آلان فاين، الذي أشرف على اللجنة. أشار فيج في البداية إلى استمرارية السرد المشترك لهذه الأفلام باسم «عالم مارفل السينمائي»
في نوفمبر 2013، قال كيفن فيحي إن الإصدارات «في عالم مثالي» ستشمل كل عام فيلمًا واحدًا يعتمد على شخصية موجودة وفيلم يضم شخصية جديدة، قائلا إنه «إيقاع رائع» بهذا التنسيق. على الرغم من أن الأمر ليس كذلك دائمًا، كما يتضح من إصدارات 2013 من ايرون مان 3 وثور العالم المظلم، إلا أنه قال «إنه بالتأكيد شيء مستهدف». توسع كيفن فيجي في هذا في يوليو 2014، قائلاً: «لا أعلم أننا سنلتزم بهذا النموذج كل عام، لكننا نفعل ذلك في عامي 2014 و 2015، لذلك أعتقد أنه سيكون من الجيد الاستمرار في ذلك نوع ما». في فبراير 2014، ذكر كيفن فيجي أن مارفل استوديو تريد تقليد «الإيقاع» الذي طورته الكتب المصورة، من خلال ظهور الشخصيات في أفلامها الخاصة، ثم تندمج، مثل «حدث كبير أو سلسلة المنتقمون»، مع أفلام المنتقمون التي تتصرف على أنها «خيوط ضخمة، عملاقة». بعد الكشف عن تواريخ عرض متعددة للأفلام حتى عام 2019 بعد الكشف عن العناوين في أكتوبر 2014، قال فايج: «أطلق الاستوديو النار على جميع الأسطوانات الآن... مما جعلنا نشعر بالراحة لأول مرة... لزيادة عدد الأفلام إلى ثلاثة أفلام سنويًا في 2017 و 2018 بدلاً من اثنين فقط، دون تغيير أساليبنا.»
حول توسيع الشخصيات في الكون والسماح للأفلام الفردية بالتنفس والعمل بنفسها، بدلاً من وجود فريق المنتقمون خارج أفلام المنتقمون، وفقًا لما ذكره فيج، فهو يدور حول "تعليم الجمهور العام في السينما عن فكرة الشخصيات الموجودة بشكل منفصل، والتجمع من أجل أحداث معينة والذهاب بعيدا والموجودة بشكل منفصل في عوالمهم الخاصة مرة أخرى، تماما كما كان يفعل القراء الهزلي لعقود وعقود... الناس يقبلون أن هناك وقت يجب أن يكونوا فيه معا وهناك وقت عندما لا يكونون كذلك ". في أبريل 2014، في أكتوبر 2014، عقدت مارفل حدثًا صحفيًا لإعلان عناوين أفلام المرحلة الثالثة. تم إجراء هذا الحدث، الذي قام بمقارنات بمؤتمر مطوري أبل العالمي، لأن جميع المعلومات جاهزة. كما أوضح فيج، "لقد أردنا القيام بذلك في [سان دييغو]
في أبريل 2016، عند نقل الكون إلى المرحلة الرابعة والتفكير في الثلاثة الأولى، قال فايج: "أعتقد أنه ستكون هناك نهاية لحظات المرحلة الثالثة، وكذلك بدايات جديدة ستشكل علامة مختلفة، مختلفة تمامًا، فصل مختلف بشكل واضح في ما سيكون يوما ما أول ملحمة كاملة تتكون من ثلاث مراحل. " أضاف جو روسو، "أنت تبني الأمور ويستمتع الناس بالتجارب التي اكتسبتها. ولكن بعد ذلك تصل إلى قمة أو تصل إلى ذروتها، لحظة تذهب إليها،" سوف يبدأ هذا الهيكل حقًا تكرارا إذا فعلنا هذا مرة أخرى، فماذا نفعل الآن؟ الآن، أنت تفكّكها، نحن في مرحلة التفكيك مع كابتن أمريكا الحرب الاهلية ونؤدي إلى افينجرز انفينتي وار، التي هي أفلام تتويجا. " بعد عام، شعر فيج بعد انتهاء المرحلة الثالثة، قد تتخلى مارفل عن تجميع الأفلام على مراحل، قائلة: "قد يكون الأمر جديدًا". كما ذكر فيج أن أفينجرز نهاية اللعبة ستوفر "نهاية نهائية" للأفلام والقصص السابقة لها، مع امتياز "فترتين متميزتين. كل شيء قبل اند جيم وكل شيء بعده".

## الأفلام
| الفيلم                                    | تاريخ صدوره في الولايات المتحدة | المخرج (ون)                     | الكاتب (ون)                                                                       | المنتج (ون)                     | حالة الفيلم                     |
| المرحلة الأولى: تجميع المنتقمون           | المرحلة الأولى: تجميع المنتقمون | المرحلة الأولى: تجميع المنتقمون | المرحلة الأولى: تجميع المنتقمون                                                   | المرحلة الأولى: تجميع المنتقمون | المرحلة الأولى: تجميع المنتقمون |
| ----------------------------------------- | ------------------------------- | ------------------------------- | --------------------------------------------------------------------------------- | ------------------------------- | ------------------------------- |
| آيرون مان                                 | 2 مايو 2008                     | جون فافرو                       | مارك فيرغوس وهوك أوستبي وآرت مركم ومات هولواي                                     | آفي آراد و‌كيفن فيج              | صدرت                            |
| هولك الخارق                               | 13 يونيو 2008                   | لويس ليترير                     | زاك بين                                                                           | آفي آراد وكيفن فيج و‌غيل آن هيرد | صدرت                            |
| آيرون مان 2                               | 7 مايو 2010                     | جون فافرو                       | جستن ثيروكس                                                                       | كيفن فيج                        | صدرت                            |
| ثور                                       | 6 مايو 2011                     | كينيث براناه                    | آشلي ميلر وزاك زتنتز ودون باين                                                    | كيفن فيج                        | صدرت                            |
| كابتن أمريكا: المنتقم الأول               | 22 يوليو 2011                   | جو جونستون                      | كريستوفر ماركوس وستيفن مكفيلي                                                     | كيفن فيج                        | صدرت                            |
| المنتقمون                                 | 4 مايو 2012                     | جوس ويدن                        | جوس ويدن                                                                          | كيفن فيج                        | صدرت                            |
| المرحلة الثانية                           |                                 |                                 |                                                                                   |                                 |                                 |
| آيرون مان 3                               | 3 مايو 2013                     | شاين بلاك                       | درو بيرس وشاين بلاك                                                               | كيفن فيج                        | صدرت                            |
| ثور: العالم المظلم                        | 8 نوفمبر 2013                   | آلان تايلور                     | كريستوفر يوست وكريستوفر ماركوس وستيفن مكفيلي                                      | كيفن فيج                        | صدرت                            |
| كابتن أمريكا: جندي الشتاء                 | 4 أبريل 2014                    | أنثوني وجو روسو                 | كريستوفر ماركوس وستيفن مكفيلي                                                     | كيفن فيج                        | صدرت                            |
| حراس المجرة                               | 1 أغسطس 2014                    | جيمس غان                        | جيمس غان ونيكول بيرلمان                                                           | كيفن فيج                        | صدرت                            |
| المنتقمون: عصر ألترون                     | 1 مايو 2015                     | جوس ويدون                       | جوس ويدون                                                                         | كيفن فيج                        | صدرت                            |
| الرجل النملة                              | 17 يوليو 2015                   | بيتون ريد                       | إدغار رايت وجو كورنيش وآدم مكاي وبول رود                                          | كيفن فيج                        | صدرت                            |
| المرحلة الثالثة                           |                                 |                                 |                                                                                   |                                 |                                 |
| كابتن أمريكا: الحرب الأهلية               | 6 مايو 2016                     | أنثوني وجو روسو                 | كريستوفر ماركوس وستيفن مكفيلي                                                     | كيفن فيج                        | صدرت                            |
| دكتور سترينج                              | 4 نوفمبر 2016                   | سكوت ديركسون                    | جون اسبیتز وسكوت ديركسون وسي روبرت كرجيل                                          | كيفن فيج                        | صدرت                            |
| حراس المجرة 2                             | 5 مايو 2017                     | جيمس غن                         | جيمس غن                                                                           | كيفن فيج                        | صدرت                            |
| الرجل العنكبوت: العودة للوطن              | 7 يوليو 2017                    | جون واتس                        | جوناثان جولدستين وجون فرنسيس دالي وجون واتس وكريستوفر فورد وكريس مكينا واريك سمرز | كيفن فيج وايمي باسكال           | صدرت                            |
| ثور: راجناروك                             | 3 نوفمبر 2017                   | تايكا وايتيتي                   | اريك بيرسون                                                                       | كيفن فيج                        | صدرت                            |
| النمر الأسود                              | 16 فبراير 2018                  | رايان كوجلر                     | جو روبرت كول ورايان كوجلر                                                         | كيفن فيج                        | صدرت                            |
| المنتقمون: الحرب اللانهائية               | 27 أبريل 2018                   | أنثوني وجو روسو                 | كريستوفر ماركوس وستيفن مكفيلي                                                     | كيفن فيج                        | صدرت                            |
| الرجل النملة والدبورة                     | 6 يوليو 2018                    | بيتون ريد                       | كريس مكينا واريك سمرز واندرو بارر وجابريل فيراري وبول رود                         | كيفن فيج                        | صدرت                            |
| كابتن مارفل                               | 8 مارس 2019                     | انا بودن ورايان فليك            | جينيفا روبرتسون دورت                                                              | كيفن فيج                        | صدرت                            |
| المنتقمون: نهاية اللعبة                   | 26 أبريل 2019                   | أنثوني وجو روسو                 | كريستوفر ماركوس وستيفن مكفيلي                                                     | كيفن فيج                        | صدرت                            |
| سبايدرمان: بعيدا عن الوطن                 | 5 يوليو 2019                    | جون واتس                        | كريس مكينا واريك سمرز                                                             | كيفن فيج وايمي باسكال           | صدرت                            |
| المرحلة الرابعة                           |                                 |                                 |                                                                                   |                                 |                                 |
| الأرملة السوداء                           | 9 يوليو 2021                    | كيت شورتلاند                    | جاك شيفر ونيد بنسون[بحاجة لمصدر]                                                  | كيفن فيج                        | صدرت                            |
| شانج-شي وأسطورة الخواتم العشرة            | 3 سبتمبر 2021                   | ديستين دانيال كريتون            | ديف كالاهام وديستين دانيال كريتون وأندرو لانهام وستيف إنجلهارت وجيم ستارلين       | كيفن فيج                        | صدر                             |
| الأبديون                                  | 5 نوفمبر 2021                   | كلوي تشاو                       | كلوي تشا وباتريك بيرلي وريان فيربو وكاز فيربو                                     | كيفن فيج                        | صدر                             |
| سبايدرمان: لا عودة إلى الديار             | 16 ديسمبر 2021                  | جون واتس                        | اريك سومرز وكريس ماكينا                                                           | كيفن فيج وايمي باسكال           | صدر                             |
| دكتور سترينج في الأكوان المتعددة المجنونة | 6 مايو 2022                     | سام رايمي                       | مايكل والدرون                                                                     | كيفن فيج                        | صدر                             |
| ثور: الحب والرعد                          | 8 يوليو 2022                    | تايكا وايتيتي                   | تايك واتيتي                                                                       | كيفن فيج                        | صدر                             |
| النمر الأسود: واكاندا للأبد               | 11 نوفمبر 2022                  | ريان كوغلر                      | ريان كوغلر وجون روبيرت كول                                                        | كيفن فيج                        | صدر                             |
| المرحلة الخامسة                           |                                 |                                 |                                                                                   |                                 |                                 |
| الرجل النملة والدبورة: كوانتمانيا         | 17 فبراير 2023                  | بيتون ريد                       | جيف لوفينيس                                                                       | كيفن فيج                        | صدر                             |
| حراس المجرة 3                             | 5 مايو 2023                     | جيمس غان                        | جيمس غان ودان ابنيت واندي لانينج                                                  | كيفن فيج                        | صدر                             |
| ذا مارفيلز                                | 10 نوفمبر 2023                  | نيا داكوستا                     | ميغان ماكدونال                                                                    | كيفن فيج                        | صدر                             |
| ديدبول وولفرين                            | 26 يوليو 2024                   | شون ليفي                        | شون ليفي و روب لايفيلد و ويندي مولينكس                                            | كيفن فيج                        | صدر                             |
| كابتن أمريكا: عالم جديد شجاع              | 14 فبراير 2025                  | يوليوس اوناه                    | دالان مسون                                                                        | كيفن فيج                        | صدر                             |
| ثاندربولتس*                               | 2 مايو 2025                     | جايك شراير                      | اريك بيرسون و جوانا كالو                                                          | كيفين فيج                       | صدر                             |
| المرحلة السادسة                           |                                 |                                 |                                                                                   |                                 |                                 |
| الأربعة المذهلون: الخطوات الأولى          | 25 يوليو 2025                   | مات شاكمان                      | جوش فريدمان و ايريك بيرسون                                                        | كيفين فيج                       | في مرحلة ما بعد الإنتاج         |
| سبايدرمان: يوم جديد تماما                 | 31 يوليو 2026                   | ديستين دانيال كريتون            | كريس ماكينا و ايريك سوميرز                                                        | كيفين فيج                       | في مرحلة ما قبل الإنتاج         |
| المنتقمون: يوم القيامة                    | 18 ديسمبر 2026                  | أنثوني و جو روسو                | مايكل والدرون و ستيفن ماكفيلي                                                     | كيفين فيج و إيمي باسكال         | قيد التصوير                     |
| المنتقمون: الحروب السرية                  | 17 ديسمبر 2027                  | أنثوني و جو روسو                | مايكل والدرون و ستيفن ماكفيلي                                                     | كيفين فيج و أنثوني و جو روسو    | قيد التطوير                     |

## المسلسلات التلفزيونية
| المسلسل          | الموسم      | الموسم      | الحلقات     | تاريخ البث     | تاريخ البث     | منتج منفذ                            | حالة        |
| المسلسل          | الموسم      | الموسم      | الحلقات     | بداية العرض    | نهاية العرض    | منتج منفذ                            | حالة        |
| مسلسلات ABC      | مسلسلات ABC | مسلسلات ABC | مسلسلات ABC | مسلسلات ABC    | مسلسلات ABC    | مسلسلات ABC                          | مسلسلات ABC |
| ---------------- | ----------- | ----------- | ----------- | -------------- | -------------- | ------------------------------------ | ----------- |
| عملاء شيلد       |             | 1           | 22          | 24 سبتمبر 2013 | 13 مايو 2014   | جيد ويدون وماريسا تانشرون وجيفري بيل | تم عرضه     |
| عملاء شيلد       |             | 2           | 22          | 23 سبتمبر 2014 | 12 مايو 2015   | جيد ويدون وماريسا تانشرون وجيفري بيل | تم عرضه     |
| عملاء شيلد       |             | 3           | 22          | 29 سبتمبر 2015 | 17 مايو 2016   | جيد ويدون وماريسا تانشرون وجيفري بيل | تم عرضه     |
| عملاء شيلد       |             | 4           | 22          | 20 سبتمبر 2016 | 16 مايو 2017   | جيد ويدون وماريسا تانشرون وجيفري بيل | تم عرضه     |
| عملاء شيلد       |             | 5           | 22          | 1 ديسمبر 2017  | 18 مايو 2018   | جيد ويدون وماريسا تانشرون وجيفري بيل | تم عرضه     |
| عملاء شيلد       |             | 6           | 13          | 10 مايو 2019   | 2 اغسطس 2019   | جيد ويدون وماريسا تانشرون وجيفري بيل | تم عرضه     |
| عملاء شيلد       |             | 7           | 13          | 27 مايو 2020   | 12 اغسطس 2020  | جيد ويدون وماريسا تانشرون وجيفري بيل | تم عرضه     |
| العميلة كارتر    |             | 1           | 8           | 6 يناير 2015   | 24 فبراير 2015 | تارا بترز ومايكل فازيكز وكريس دينجس  | تم عرضه     |
| العميلة كارتر    |             | 2           | 10          | 19 يناير 2016  | 1 مارس 2016    | تارا بترز ومايكل فازيكز وكريس دينجس  | تم عرضه     |
| إنهيومانز        |             | 1           | 8           | 29 سبتمبر 2017 | 10 نوفمبر 2017 | سكوت باك                             | تم عرضه     |
| مسلسلات Netflix  |             |             |             |                |                |                                      |             |
| ديرديفيل         |             | 1           | 13          | 10 ابريل 2015  | 10 ابريل 2015  | ستيف دي نايت                         | تم عرضه     |
| ديرديفيل         |             | 2           | 13          | 18 مارس 2016   | 18 مارس 2016   | دوج بيتري وماركو راميرز              | تم عرضه     |
| ديرديفيل         |             | 3           | 13          | 19 أكتوبر 2018 | 19 أكتوبر 2018 | إريك أولسون                          | تم عرضه     |
| جيسيكا جونز      |             | 1           | 13          | 20 نوفمبر 2015 | 20 نوفمبر 2015 | مليسا روزنبرغ                        | تم عرضه     |
| جيسيكا جونز      |             | 2           | 13          | 8 مارس 2018    | 8 مارس 2018    | مليسا روزنبرغ                        | تم عرضه     |
| جيسيكا جونز      |             | 3           | 13          | 14 يونيو 2019  | 14 يونيو 2019  | مليسا روزنبرغ                        | تم عرضه     |
| لوك كيج          |             | 1           | 13          | 30 سبتمبر 2016 | 30 سبتمبر 2016 | شو هوداري كوكر                       | تم عرضه     |
| لوك كيج          |             | 2           | 13          | 22 يونيو 2018  | 22 يونيو 2018  | شو هوداري كوكر                       | تم عرضه     |
| القبضة الحديدية  |             | 1           | 13          | 17 مارس 2017   | 17 مارس 2017   | سكوت باك                             | تم عرضه     |
| القبضة الحديدية  |             | 2           | 10          | 7 سبتمبر 2018  | 7 سبتمبر 2018  | رافن متزنير                          | تم عرضه     |
| المدافعون        |             | 1           | 8           | 18 اغسطس 2017  | 18 اغسطس 2017  | ماركو راميرز                         | تم عرضه     |
| المعاقب          |             | 1           | 13          | 17 نوفمبر 2017 | 17 نوفمبر 2017 | ستيف لايتفوت                         | تم عرضه     |
| المعاقب          |             | 2           | 13          | 18 يناير 2019  | 18 يناير 2019  | ستيف لايتفوت                         | تم عرضه     |
| مسلسلات Hulu     |             |             |             |                |                |                                      |             |
| الهاربون         |             | 1           | 10          | 21 نوفمبر 2017 | 9 يناير 2018   | جوش شوارتز وستيفاني سافج             | تم عرضه     |
| الهاربون         |             | 2           | 13          | 21 ديسمبر 2018 | 21 ديسمبر 2018 | جوش شوارتز وستيفاني سافج             | تم عرضه     |
| مسلسلات Freeform |             |             |             |                |                |                                      |             |
| عباءة وخنجر      |             | 1           | 10          | 7 يونيو 2018   | 2 أغسطس 2018   | جو بوكاسكي                           | تم عرضه     |
| عباءة وخنجر      |             | 2           | 10          | 4 ابريل 2019   | 30 مايو 2019   | جو بوكاسكي                           | تم عرضه     |

### مسلسلات إستوديوهات مارفل (ضمن العالم السينمائي)
| العنوان                         | الموسم | الحلقات | بداية العرض    | نهاية العرض    | الشبكة        | الكاتب الرئيسي            | حالة                    |
| ------------------------------- | ------ | ------- | -------------- | -------------- | ------------- | ------------------------- | ----------------------- |
| واندا فيجن                      | 1      | 9       | 15 يناير 2021  | 5 مارس 2021    | ديزني+        | جاك شافير                 | تم عرضه                 |
| الفالكون وجندي الشتاء           | 1      | 6       | 19 مارس 2021   | 23 أبريل 2021  | ديزني+        | مالكولم سبيلمان           | تم عرضه                 |
| لوكي                            | 2      | 12      | 9 يونيو 2021   | 9 نوفمبر 2023  | ديزني+        | مايكل والدرون             | تم عرضه                 |
| ماذا لو...؟                     | 3      | 26      | 11 أغسطس 2021  | 29 ديسمبر 2024 | ديزني+        | ماثيو تشونسي              | تم عرضه                 |
| عين الصقر                       | 1      | 6       | 24 نوفمبر 2021 | 22 ديسمبر 2021 | ديزني+        | جوناثان اجلا              | تم عرضه                 |
| فارس القمر                      | 1      | 6       | 30 مارس 2022   | 4 مايو 2022    | ديزني+        | جيريمي سليتر              | تم عرضه                 |
| مس مارفل                        | 1      | 6       | 8 يونيو 2022   | 13 يوليو 2022  | ديزني+        | بيشا علي                  | تم عرضه                 |
| شي هولك: المحامية               | 1      | 9       | 18 أغسطس 2022  | 13 أكتوبر 2022 | ديزني+        | جون بوسيما                | تم عرضه                 |
| الغزو السري                     | 1      | 6       | 21 يونيو 2023  | 26 يوليو 2023  | ديزني+        | كايل برادستريت            | تم عرضه                 |
| إيكو                            | 1      | 5       | 9 يناير 2024   | 9 يناير 2024   | ديزني+ و هولو | ماريون داير و إيمي راردين | تم عرضه                 |
| أغاثا طوال الوقت                | 1      | 9       | 18 سبتمبر 2024 | 30 أكتوبر 2024 | ديزني+        | جاك شايفر                 | تم عرضه                 |
| الرجل العنكبوت صديق الحي الودود | 1      | 10      | 29 يناير 2025  | 19 فبراير 2025 | ديزني+        | جيف تراميل                | تم عرضه                 |
| ديرديفيل: ولد من جديد           | 1      | 9       | 4 مارس 2025    | 15 أبريل 2025  | ديزني+        | داريو سكاردابان           | تم عرضه                 |
| آيرون هارت                      | 1      | 6       | 24 يونيو 2025  | لم يعلن بعد    | ديزني+        | شيناكا هودج               | في مرحلة ما بعد الإنتاج |
| عيون واكاندا                    | 1      | 4       | 6 أغسطس 2025   | لم يعلن بعد    | ديزني+        | تود هاريد                 | قيد الإنتاج             |
| زومبي مارفل                     | 1      | 4       | 3 أكتوبر 2025  | لم يعلن بعد    | ديزني+        | بريان أندروز              | قيد الإنتاج             |
| الجل المعجزة                    | 1      | 8       | ديسمبر 2025    | لم يعلن بعد    | ديزني+        | كايل برادستريت            | مرحلة ما بعد الإنتاج    |
| رحلة فيجن                       | 1      | ل.ي.ب   | 2026           | لم يعلن بعد    | ديزني+        | تيري ماتالاس              | قيد التصوير             |

## الأفلام القصيرة
| الفيلم                                | تاريخ العرض في الولايات المتحدة                   | إخراج         | كتابة       | إنتاج    | عرض مع                      |
| ------------------------------------- | ------------------------------------------------- | ------------- | ----------- | -------- | --------------------------- |
| المستشار                              | 13 سبتمبر 2011                                    | ليثم          | اريك بيرسون | كيفن فيج | ثور                         |
| حدث شيء مضحك على الطريق إلى مطرقة ثور | 25 أكتوبر 2011                                    | ليثم          | اريك بيرسون | كيفن فيج | كابتن أمريكا: المنتقم الأول |
| العنصر 47                             | 25 سبتمبر 2012                                    | لويس دسبوسيتو | اريك بيرسون | كيفن فيج | المنتقمون                   |
| العميلة كارتر                         | 3 سبتمبر 2013 (Digital) 24 سبتمبر 2013 (Physical) | لويس دسبوسيتو | اريك بيرسون | كيفن فيج | آيرون مان 3                 |
| يعيش الملك                            | 4 فبراير 2014 (Digital) 25 فبراير 2014 (Physical) | درو بيرس      | درو بيرس    | كيفن فيج | ثور: العالم المظلم          |

## القصص المصورة
| العنوان                                           | العدد | تاريخ النشر    | تاريخ النشر    | تأليف                                             | رسم                                    |
| العنوان                                           | العدد | أول عدد        | آخر عدد        | تأليف                                             | رسم                                    |
| ------------------------------------------------- | ----- | -------------- | -------------- | ------------------------------------------------- | -------------------------------------- |
| آيرون مان: أنا آيرون مان                          | 2     | 27 يناير 2010  | 24 فبراير 2010 | بيتر دايفد                                        | شون تشين                               |
| آيرون مان 2: الهوية العامة                        | 3     | 28 أبريل 2010  | 12 مايو 2010   | جو كايسي وجستن ثيرو                               | باري كيتسون                            |
| آيرون مان 2: عملاء شيلد                           | 1     | 1 سبتمبر 2010  | 1 سبتمبر 2010  | جو كايسي                                          | تيم جرين وفيليكس ريوز ومات كامب        |
| كابتن أمريكا: الانتقام الأول                      | 4     | 4 مايو 2011    | 29 يونيو 2011  | فرد فان لنتى                                      | نيل ادواردز ولوك روس                   |
| مقدمة المنتقمون: أسبوع فيوري الكبيير              | 4     | 7 مارس 2012    | 18 أبريل 2012  | قصة: كريست يوست واريك بيرسون سيناريو: اريك بيرسون | لوك روس                                |
| المنتقمون: بلاك ويدو تضرب                         | 3     | 2 مايو 2012    | 6 يونيو 2012   | فرد فان لنتى                                      | نيل ادواردز                            |
| آيرون مان 2                                       | 2     | 7 نوفمبر 2012  | 5 ديسمبر 2012  | كريستوس ن جاج                                     | رامون روزانس                           |
| مقدمة آيرون مان 3                                 | 2     | 2 يناير 2013   | 6 فبراير 2013  | كريستوس ن جاج                                     | ستيف كرث                               |
| ثور                                               | 2     | 16 يناير 2013  | 20 فبراير 2013 | كريستوس ن جاج                                     | لان مادينا                             |
| مقدمة ثور: العالم المظلم                          | 2     | 5 يونيو 2013   | 10 يوليو 2013  | كريج كايل وكريست يوست                             | سكوت ايتون ورون ليم                    |
| كابتن أمريكا: المنتقم الأول                       | 2     | 6 نوفمبر 2013  | 11 ديسمبر 2013 | بيتر دايفد                                        | ولينتون الفيز                          |
| كابتن أمريكا: جندي الشتاء - قصص اللانهاية         | 1     | 28 يناير 2014  | 28 يناير 2014  | بيتر دايفد                                        | روك هاكيم                              |
| حراس المجرة - قصص اللانهاية - فريسة خطرة          | 1     | 1 أبريل 2014   | 1 أبريل 2014   | دان ابنيت وأندي لانينج                            | اندريا دي فيتو                         |
| مقدمة حراس المجرة                                 | 2     | 2 أبريل 2014   | 28 مايو 2014   | دان ابنيت وأندي لانينج                            | ولينتون الفيز                          |
| المنتقمون                                         | 2     | 24 ديسمبر 2014 | 7 يناير 2015   | ويل كورونا بيلجريم                                | جو بينيت                               |
| مقدمة المنتقمون: عصر ألترون                       | 1     | 4 فبراير 2015  | 4 فبراير 2015  | ويل كورونا بيلجريم                                | ولينتون الفيز                          |
| مقدمة الرجل النملة                                | 2     | 4 فبراير 2015  | 4 مارس 2015    | ويل كورونا بيلجريم                                | ميجل سيبلفيدا                          |
| الرجل النملة - سكوت لانج: وقت صغير                | 1     | 3 مارس 2015    | 3 مارس 2015    | ويل كورونا بيلجريم                                | ولينتون الفيز ودانيال جوفار            |
| جيسيكا جونز                                       | 1     | 7 أكتوبر 2015  | 7 أكتوبر 2015  | براين مايكل بنديس                                 | مايكل جايدوس                           |
| مقدمة كابتن أمريكا: الحرب الأهلية                 | 4     | 16 ديسمبر 2015 | 27 يناير 2016  | ويل كورونا بيلجريم                                | شيمون كدرانسكي ولي فرجسون              |
| مقدمة كابتن أمريكا: الحرب الأهلية - قصص اللانهاية | 1     | 10 فبراير 2016 | 10 فبراير 2016 | ويل كورونا بيلجريم                                | لي فرجسون وجوران سدزوكا وجليرمو موجرون |
| مقدمة دكتور سترينج                                | 2     | 6 يوليو 2016   | 24 أغسطس 2016  | ويل كورونا بيلجريم                                | جورج فورنيس                            |
| مقدمة دكتور سترينج - قصص اللانهاية - المتعصب      | 1     | 7 سبتمبر 2016  | 7 سبتمبر 2016  | ويل كورونا بيلجريم                                | جورج فورنيس                            |
| مقدمة حراس المجرة 2                               | 2     | 4 يناير 2017   | 1 فبراير 2017  | ويل كورونا بيلجريم                                | كريستوفر الن                           |
| مقدمة الرجل العنكبوت: العودة للوطن                | 2     | 1 مارس 2017    | 5 أبريل 2017   | ويل كورونا بيلجريم                                | تود نواك                               |
| مقدمة ثور: راجناروك                               | 4     | 5 يوليو 2017   | 16 أغسطس 2017  | ويل كورونا بيلجريم                                | ج. ل. جيلز                             |
| مقدمة بلاك بانثر                                  | 2     | 18 أكتوبر 2017 | 15 نوفمبر 2017 | ويل كورونا بيلجريم                                | أنابولا مارتلو                         |
| مقدمة المنتقمون: حرب اللانهاية                    | 2     | 24 يناير 2018  | 28 فبراير 2018 | ويل كورونا بيلجريم                                | تاي ووكر وجورج فورنز                   |
| مقدمة الرجل النملة والدبورة                       | 2     | 7 مارس 2018    | 4 ابريل 2018   | ويل كورونا بيلجريم                                | كريس الن                               |
| مقدمة كابتن مارفل                                 | 1     | 14 نوفمبر 2018 | 14 نوفمبر 2018 | ويل كورونا بيلجريم                                | اندريا ديفيتو                          |
| مقدمة أفينجرز: نهاية اللعبة                       | 3     | 5 ديسمبر 2018  | 20 فبراير 2019 | ويل كورونا بيلجريم                                | باكو دياز                              |
| مقدمة سبايدرمان: بعيدا عن الوطن                   | 2     | 27 مارس 2019   | 24 ابريل 2019  | ويل كورونا بيلجريم                                | لوكا مارسكا                            |

## الممثلون والشخصيات المتكررة
| ملاحظات |
| هذا الجدول يحتوي على شخصيات ظهرت في أكثر من مجال في عالم مارفل. الخلية الداكنة ترمز لعدم ظهور الشخصية في هذا المجال.ص ترمز لظهور الممثل صورة موجودة في العمل فقط. |

| شخصيات                   | أفلام طويلة                             | مسلسلات تلفزيونية    | أفلام قصيرة          | مسلسلات ويب          |
| ------------------------ | --------------------------------------- | -------------------- | -------------------- | -------------------- |
| فليكس بليك               |                                         | تيتس وليفر           | تيتس وليفر           |                      |
| بيجي كارتر               | هايلي أتويل                             | هايلي أتويل          | هايلي أتويل          |                      |
| فيل كولسون               | كلارك جريج                              | كلارك جريج           | كلارك جريج           | كلارك جريج           |
| دارين كروس المعطف الأصفر | كوري ستول                               |                      |                      | كوري ستول            |
| تيموثي "دم دم" دوجان     | نيل ماكدونو                             | نيل ماكدونو          | نيل ماكدونو          |                      |
| ماثيو إليس               | ويليام سادلر                            | ويليام سادلر         |                      | ويليام سادلر         |
| كرستين إفرهارت           | ليزلي بيب                               |                      |                      | ليزلي بيب            |
| ليو فيتز                 |                                         | ايون دي كاسكر        |                      | ايون دي كاسكر        |
| نيك فيوري                | صامويل جاكسون                           | صامويل جاكسون        |                      |                      |
| جاستين هامر              | سام روكويل                              |                      | سام روكويل           |                      |
| ماريا هيل                | كوبي سمولدرز                            | كوبي سمولدرز         |                      |                      |
| دايزي "سكاي" جونسون كواك |                                         | كلوي بينيت           |                      | كلوي بينيت           |
| سكوت لانغ الرجل النملة   | بول رود                                 |                      |                      | بول رود              |
| ليست                     | هنري جودمان                             | هنري جودمان          |                      |                      |
| جيفري مايس باتريوت       |                                         | جاسون اومارا         |                      | جاسون اومارا         |
| الفونسو "ماك" مكنزي      |                                         | هنري سيمونز          |                      | هنري سيمونز          |
| جيدون ماليك              | باورز بوث                               | باورز بوث            |                      |                      |
| ميلندا ماي               |                                         | مينغ نا ون           |                      | مينغ نا ون           |
| تينا مينورو              | ليندا لويس دون                          | بريتني إشيباشي       |                      |                      |
| جيم موريتا               | كينيث شوي                               | كينيث شوي            |                      |                      |
| الينا "يويو" رودريجس     |                                         | ناتاليا كوردوفا بكلي |                      | ناتاليا كوردوفا بكلي |
| سيف                      | جيمي ألكسندر                            | جيمي ألكسندر         |                      |                      |
| جيما سيمنز               |                                         | إليزابيث هينستريدج   |                      | إليزابيث هينستريدج   |
| جاسبر سيتويل             | ماكسيميلانو هيرناندز                    | ماكسيميلانو هيرناندز | ماكسيميلانو هيرناندز |                      |
| تريفور سلاتري            | بن كينغسلي                              |                      | بن كينغسلي           |                      |
| هاورد ستارك              | جيرارد ساندرز ص جون سلاتري دومينيك كوبر | دومينيك كوبر         | دومينيك كوبر         |                      |
| أنتون فانكو              | إفجيني لازارف                           | كوستا رونن           |                      |                      |
| أرنيم زولا               | توبي جونز                               | توبي جونز            |                      |                      |

بول بيتاني هو الممثل الوحيد الذي قام بتجسيد دورين أساسيين في عالم مارفل، اولا قام بالأداء الصوتي لذكاء الاصطناعي الخاص بتوني ستارك «جارفيز» في ثلاثية آيرون مان وفيلم المنتقمون، ثم قام بشخصية فيجن في فيلم المنتقمون: عصر ألترون وكابتن أمريكا: الحرب الأهلية. ظهر أيضا ستان لي - صانع العديد من الشخصيات الموجودة بعالم مارفل السينمائي - كضيف شرف في جميع الأفلام والمسلسلات.

## الموسيقى

### الموسيقى التصويرية لللأفلام
| العنوان                                         | تاريخ الصدور في الولايات المتحدة | المدة  | الألحان                   | شركة الإنتاج                     |
| ----------------------------------------------- | -------------------------------- | ------ | ------------------------- | -------------------------------- |
| آيرون مان: الموسيقى التصويرية                   | 6 مايو 2008                      | 54:14  | رامين جوادي               | ليونزغيت إنترتاينمنت             |
| هولك الخارق: الموسيقى التصويرية                 | 13 يونيو 2008                    | 110:55 | كريغ آرمسترونغ            | مارفل ميوزيك                     |
| آيرون مان 2: الموسيقى التصويرية                 | 20 يوليو 2010                    | 72:01  | جون ديبني                 | كولومبيا للتسجيلات               |
| ثور                                             | 3 مايو 2011                      | 71:53  | باتريك دويل               | بوينى فيزتا ريكوردز مارفل ميوزيك |
| كابتن أمريكا: المنتقم الأول: الموسيقى التصويرية | 19 بوليو 2011                    | 71:53  | آلان سيلفستري             | بوينى فيزتا ريكوردز مارفل ميوزيك |
| المنتقمون: الموسيقى التصويرية                   | 1 مايو 2012                      | 64:25  | آلان سيلفستري             | تسجيلات هوليوود مارفل ميوزيك     |
| آيرون مان 3: الموسيقى التصويرية                 | 30 ابريل 2013                    | 75:53  | برايان تايلر              | تسجيلات هوليوود مارفل ميوزيك     |
| ثور: العالم المظلم: الموسيقى التصويرية          | 12 نوفمبر 2013                   | 77:11  | برايان تايلر              | تسجيلات هوليوود مارفل ميوزيك     |
| كابتن أمريكا: جندي الشتاء: الموسيقى التصويرية   | 1 ابريل 2014                     | 74:32  | هنري جاكمان               | تسجيلات هوليوود مارفل ميوزيك     |
| حراس المجرة: الموسيقى التصويرية                 | 29 يوليو 2014                    | 64:34  | تايلر بايتس               | تسجيلات هوليوود مارفل ميوزيك     |
| المنتقمون عصر ألترون: الموسيقى التصويرية        | 28 ابريل 2015                    | 77:26  | برايان تايلر وداني إلفمان | تسجيلات هوليوود مارفل ميوزيك     |
| الرجل النملة: الموسيقى التصويرية                | 17 يوليو 2015                    | 65:20  | كريستوف بيك               | تسجيلات هوليوود مارفل ميوزيك     |
| كابتن أمريكا: الحرب الأهلية: الموسيقى التصويرية | 6 مايو 2016                      | 69:09  | هنري جاكمان               | تسجيلات هوليوود مارفل ميوزيك     |
| دكتور سترينج: الموسيقى التصويرية                | 2 أكتوبر 2016                    | 66:28  | مايكل جاكينو              | تسجيلات هوليوود مارفل ميوزيك     |
| حراس المجرة 2: الموسيقى التصويرية               | 21 ابريل 2017                    | 43:34  | تايلر بايتس               | تسجيلات هوليوود مارفل ميوزيك     |
| الرجل العنكبوت العودة للوطن: الموسيقى التصويرية | 7 يوليو 2017                     | 66:40  | مايكل جاكينو              | سوني ماسترورك                    |
| ثور راجناروك: الموسيقى التصويرية                | 20 أكتوبر 2017                   | 72:52  | مارك موذرسباو             | تسجيلات هوليوود مارفل ميوزيك     |
| النمر الأسود: الموسيقى التصويرية                | 16 فبراير 2018                   | 95:07  | ليدويج جورانسون           | تسجيلات هوليوود مارفل ميوزيك     |
| المنتقمون الحرب اللانهائية: الموسيقى التصويرية  | 27 ابريل 2018                    | 71:36  | آلان سيلفستري             | تسجيلات هوليوود مارفل ميوزيك     |
| الرجل النملة والدبور: الموسيقى التصويرية        | 6 يوليو 2018                     | 56:13  | كريستوف بيك               | تسجيلات هوليوود مارفل ميوزيك     |

### الموسيقى التصويرية للمسلسلات
| العنوان                                             | تاريخ الصدور في الولايات المتحدة | المدة | الألحان                     | شركة الإنتاج                 |
| --------------------------------------------------- | -------------------------------- | ----- | --------------------------- | ---------------------------- |
| ديرديفيل (الموسيقى التصويرية)                       | 27 ابريل 2015                    | 41:45 | جون باسانو                  | تسجيلات هوليوود مارفل ميوزيك |
| عملاء شيلد (الموسيقى التصويرية)                     | 4 سبتمبر 2015                    | 77:52 | بير ماكريري                 | تسجيلات هوليوود مارفل ميوزيك |
| العميلة كارتر (الموسيقى التصويرية)                  | 11 ديسمبر 2015                   | 65:31 | كريستوفر لينيرتز            | تسجيلات هوليوود مارفل ميوزيك |
| جيسيكا جونز (الموسيقى التصويرية)                    | 3 يونيو 2016                     | 59:53 | شون كاليري                  | تسجيلات هوليوود مارفل ميوزيك |
| ديرديفيل: الموسم الثاني (الموسيقى التصويرية)        | 15 يوليو 2016                    | 50:49 | جون باسانو                  | تسجيلات هوليوود مارفل ميوزيك |
| لوك كيج (الموسيقى التصويرية)                        | 7 أكتوبر 2016                    | 95:09 | ادريان يونج وعلي شاهيد محمد | تسجيلات هوليوود مارفل ميوزيك |
| القبضة الحديدية (الموسيقى التصويرية)                | 17 مارس 2017                     | 62:00 | تريفر موريس                 | تسجيلات هوليوود مارفل ميوزيك |
| المدافعون (الموسيقى التصويرية)                      | 17 أغسطس 2017                    | 49:15 | جون باسانو                  | تسجيلات هوليوود مارفل ميوزيك |
| المعاقب (الموسيقى التصويرية)                        | 17 نوفمبر 2017                   | 42:52 | تايلر بايتس                 | تسجيلات هوليوود مارفل ميوزيك |
| الهاربون (الموسيقى التصويرية)                       | 26 يناير 2018                    | 44:57 | سيدهارثا خوسلا              | تسجيلات هوليوود مارفل ميوزيك |
| جيسيكا جونز: الموسم الثاني (الموسيقى التصويرية)     | 16 مارس 2018                     | 51:75 | شون كاليري                  | تسجيلات هوليوود مارفل ميوزيك |
| عباءة وخنجر (الموسيقى التصويرية)                    | 8 يونيو 2018                     | 41:25 | مارك إشام                   | تسجيلات هوليوود مارفل ميوزيك |
| لوك كيج: الموسم الثاني (الموسيقى التصويرية)         | 22 يونيو 2018                    | 90:21 | ادريان يونج وعلي شاهيد محمد | تسجيلات هوليوود مارفل ميوزيك |
| القبضة الحديدية: الموسم الثاني (الموسيقى التصويرية) | 7 سبتمبر 2018                    | 39:12 | روبرت ليديكر                | تسجيلات هوليوود مارفل ميوزيك |
| ديرديفيل: الموسم الثالث (الموسيقى التصويرية)        | 19 أكتوبر 2018                   | 75:03 | جون باسانو                  | تسجيلات هوليوود مارفل ميوزيك |
| المعاقب: الموسم الثاني (الموسيقى التصويرية)         | 18 يناير 2019                    | 51:52 | تايلر بايتس                 | تسجيلات هوليوود مارفل ميوزيك |

## روابط خارجية
- عالم مارفل السينمائي على موقع روتن توميتوز (الإنجليزية)